# Nirarathamnos asarifolius
Nirarathamnos es un género monotípico  perteneciente a la familia  Apiaceae. Su única especie: Nirarathamnos asarifolius, es originaria del Yemen en Socotra.

## Hábitat y ecología
Es localmente común en las montañas Haggeher, en grietas de acantilados verticales o en pináculos de granito,  a una altitud de 1,000-1,550 metros donde se distingue fácilmente por sus hojas simples brillantes con su distintiva venación paralela. Arbusto que vive en los acantilados, alcanzando los 50 cm; con tallos contorsionados, densamente cubierto de cicatrices foliares. Las hojas son coriáceas, brillantes y verdes, subcirculares, de 1-3.5 cm de largo. Las brácteas y bractéolas de 2-8 mm de largo. Flores de 1 mm de diámetro. Fruto ovoide, elíptico, 1.5-2 0.5 x 6.4 mm; mericarpos con cinco nervaduras, prominente, tuberculada; estilos de 0.5-1 mm de largo. 

## Taxonomía
Nirarathamnos asarifolius fue descrita por Isaac Bayley Balfour y publicado en Proceedings of the Royal Society of Edinburgh 11: 513. 1882.